# Mont Avron

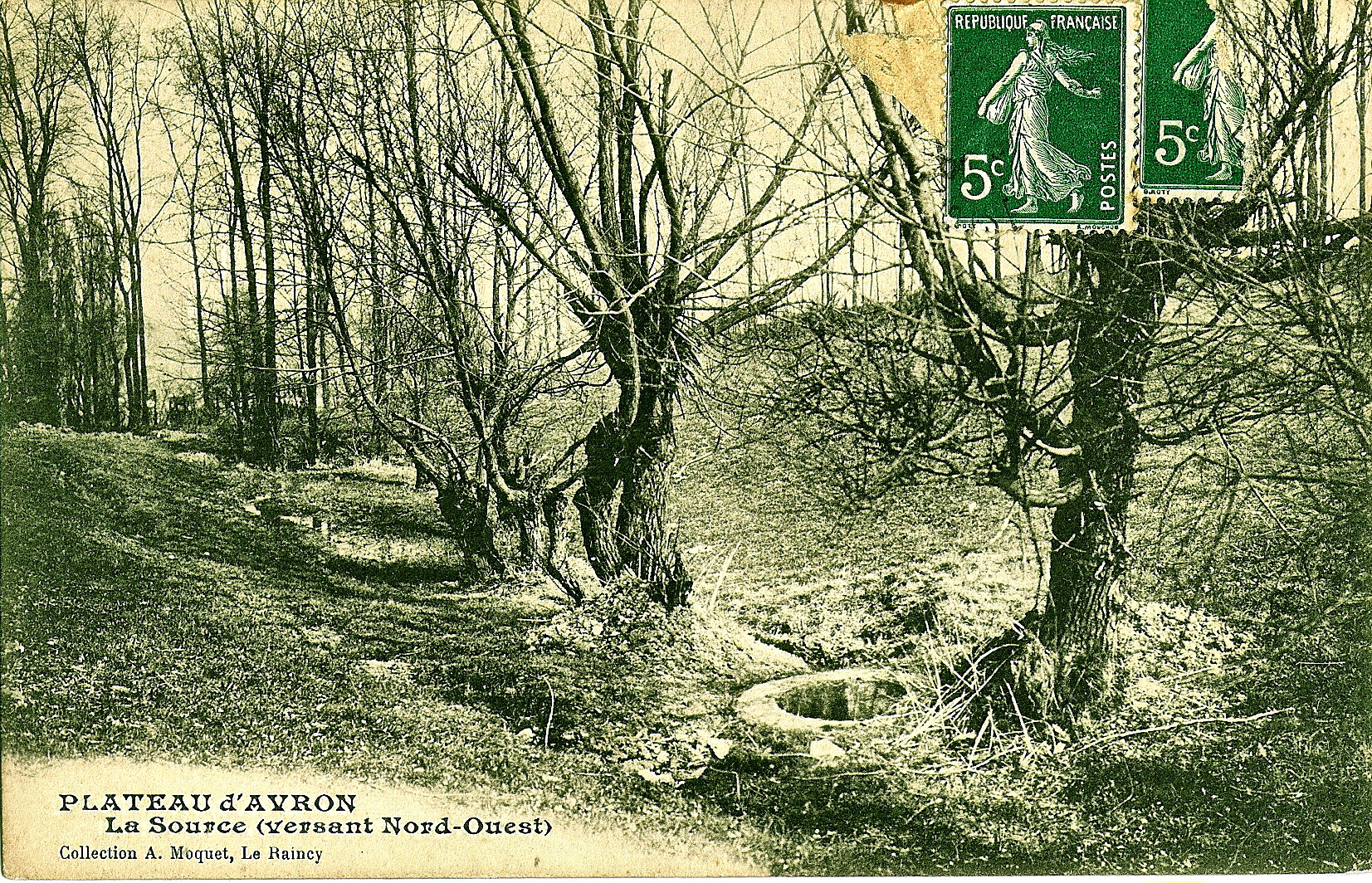
Alte Ansichtskarte vom Mont Avron

Der Mont Avron (auch: Plateau d’Avron) ist eine 110 m hohe Anhöhe, die im Département Seine-Saint-Denis in der Region Île-de-France liegt.

## Geographie
Die Erhebung im östlichen Umland von Paris gehört zu den Gemeinden Rosny-sous-Bois, Villemomble und Neuilly-Plaisance. Aufgrund eines bedeutenden Gips-Vorkommens gab es hier mehrere Steinbrüche, die heute jedoch nicht mehr betrieben werden.

## Geschichte

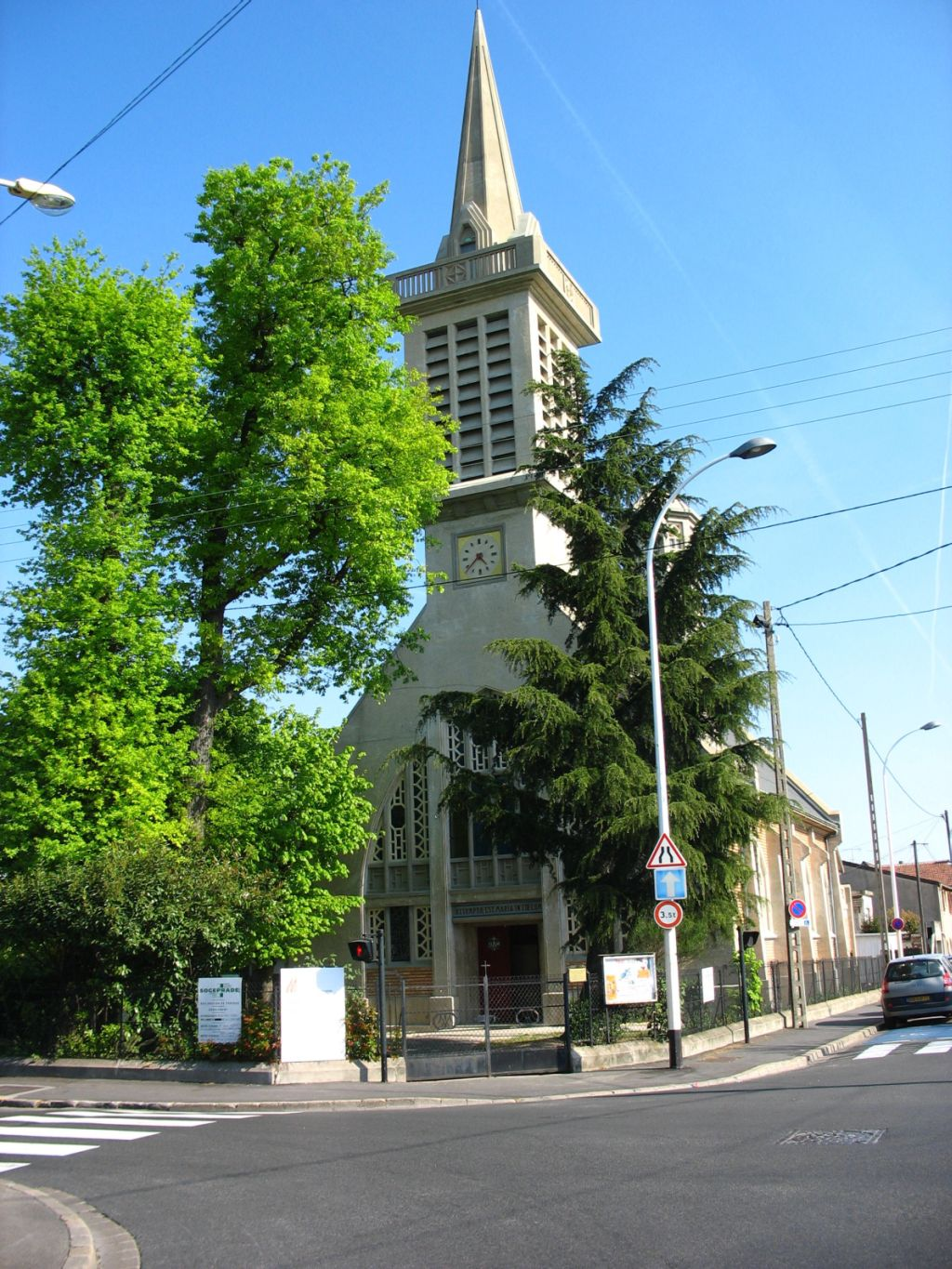
Kirche Notre Dame de l’Assomption

Der Mont Avron wurde 1870 im Deutsch-Französischen Krieg als wichtiger, die Marneübergänge beherrschender Punkt von den Franzosen stark befestigt. Jedoch wurde er schon nach zweitägigem Beschuss durch das 12. deutsche Korps am 29. Dezember besetzt.

## Sehenswürdigkeiten
- Das unverbaute Gebiet ist als Natura 2000 Schutzzone unter Code FR1112013 registriert.
- Der 60 Meter hohe Wasserturm ist weithin sichtbar und dient als Wahrzeichen des Mont Avron.
- Kirche Notre Dame de l’Assomption, 1932 erbaut, besticht durch ihren eigenwilligen Baustil.